# Ninao
Ninao è un singolo del cantautore congolese Gims, pubblicato il 20 febbraio 2025 e incluso nella riedizione del secondo EP Le nord se souvient: L'Odyssée.

## Descrizione
Ninao, la cui melodia riprende Gandagana, un classico folk georgiano originario dell'Agiaria, è stato anticipato da Gims tramite TikTok e ha trovato viralità anche sul resto delle reti sociali, in parte grazie a dei video diffusi da Khvicha K'varatskhelia.

## Promozione
L'artista ha eseguito il brano durante una trasmissione della NRJ nell'aprile 2025.

## Video musicale
Il video è stato reso disponibile il 5 marzo 2025 attraverso il canale YouTube dell'artista. Si tratta di una clip omaggio alla Georgia, che vede un gruppo di etnia lazi impegnato nell'eseguire una danza, curata da T'ia Karchava, mentre indossa abiti tradizionali georgiani.

## Tracce
Testi di Gandhi Bilel Djuna, musiche di Maximum Beats.
1. Ninao – 2:47

## Formazione
- Gims – voce
- Maximum Beats – produzione

## Classifiche
| Classifica (2025) | Posizione massima |
| ----------------- | ----------------- |
| Austria           | 60                |
| Belgio (Vallonia) | 2                 |
| Francia           | 1                 |
| Germania          | 81                |
| Grecia            | 32                |
| Lussemburgo       | 5                 |
| Nordafrica        | 1                 |
| Paesi Bassi       | 63                |
| Slovacchia        | 49                |
| Svizzera          | 7                 |
| Ungheria          | 28                |